# Аламида
Аламида (на английски: Alameda) е окръг в Калифорния, САЩ.
Окръжният му център и най-голям град е Оукланд. Два града на окръга – Фримонт и Юниън Сити, се намират в Силициевата долина.

## География
Окръг Аламида е с обща площ от 2127 кв. км (821 кв. мили).

## Население
При преброяването през 2000 г. е имало 1 443 741 души в окръга. 267 души са отбелязали, че са от български произход.

## История
Окръг Аламида е основан на 25 март 1853 г. от части на окръзите Контра Коста и Санта Клара.

## Образование
В окръг Аламида се намира Калифорнийският щатски университет - Бъркли.

## Градове
- Аламида
- Бъркли
- Дъблин
- Емеривил
- Ливърмор
- Нюарк
- Олбани
- Оукланд
- Пидмонт
- Плезантън
- Сан Леандро
- Фримонт
- Хейуърд
- Юниън Сити

## Други населени места
- Ашланд
- Кастро Вали
- Сунол
- Феървю
- Чериленд

### Съседни окръзи
- Санта Клара (на юг)
- Контра Коста (на север)
- Сан Матео (на запад през моста Сан Матео-Хейуърд)
- Сан Франциско (на запад през моста Сан Франциско-Оукланд)
- Сан Уакин (на изток)

### Големи градове наблизо
- Оукланд
- Сан Франциско
- Сан Хосе

### Регион
- Район на залива на Сан Франциско